# Religioni a Capo Verde

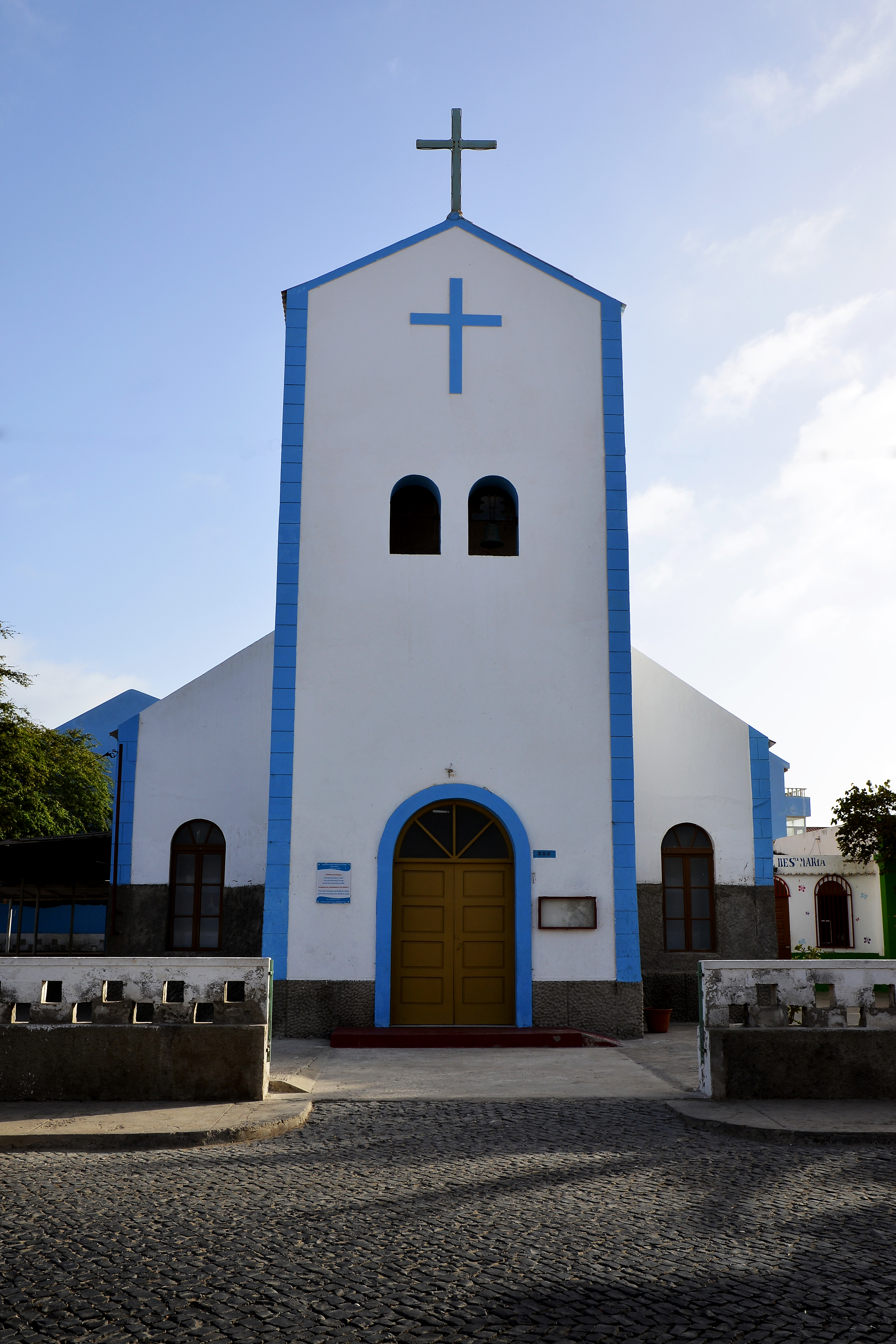
Una chiesa a Capo Verde.

Il cristianesimo è la religione più diffusa tra la popolazione di Capo Verde. Secondo stime del 2010, i cristiani sarebbero l'89,1% (78,7% cattolici più 10,4% protestanti). Invece, secondo un sondaggio informale intrapreso dalle chiese locali, più del 93% della popolazione è nominalmente fedele alla Chiesa cattolica romana ; circa il 5% della popolazione è invece protestante. La Chiesa cattolica è presente sul territorio con due diocesi, entrambe immediatamente soggette alla Santa Sede. La più grande denominazione protestante è la Chiesa del Nazareno.
Altre denominazioni cristiane includono la Chiesa cristiana avventista del settimo giorno, le Assemblee di Dio, la Chiesa Universale del Regno di Dio, la Chiesa Neo-Apostolica e varie altre tra i gruppi pentecostali ed evangelici; sono presenti anche i Testimoni di Geova e la Chiesa di Gesù Cristo dei santi degli ultimi giorni (i mormoni).
Per quanto riguarda le religioni non cristiane, vi sono piccole comunità Bahá'í e una minima comunità di musulmani. Il numero di coloro che professano l'ateismo è stimato a meno dell'1% della popolazione.
Non vi è alcuna differenza tra associazioni religiose ed appartenenze etniche o politiche; tuttavia, la gerarchia cattolica è in sintonia con il Movimento per la Democrazia (Capo Verde) (MPD), partito che ha governato il paese dal 1991 al 2001. Mentre molti cattolici una volta erano ostili verso il Partito Africano dell'Indipendenza di Capo Verde (PAICV), che è diventato il partito di governo nel 2001, alcuni sono diventati sostenitori del PAICV a causa del conflitto all'interno del partito MPD e l'insoddisfazione per le prestazioni di quest'ultimo. 
Ci sono infine gruppi stranieri di missionari operanti nel paese. La Costituzione prevede la libertà di religione e il governo rispetta generalmente tale diritto nella pratica. Il governo degli Stati Uniti non ha ricevuto alcuna segnalazione di abusi o discriminazioni fondate sulla fede o sulla pratica religiosa.